# 双嶼

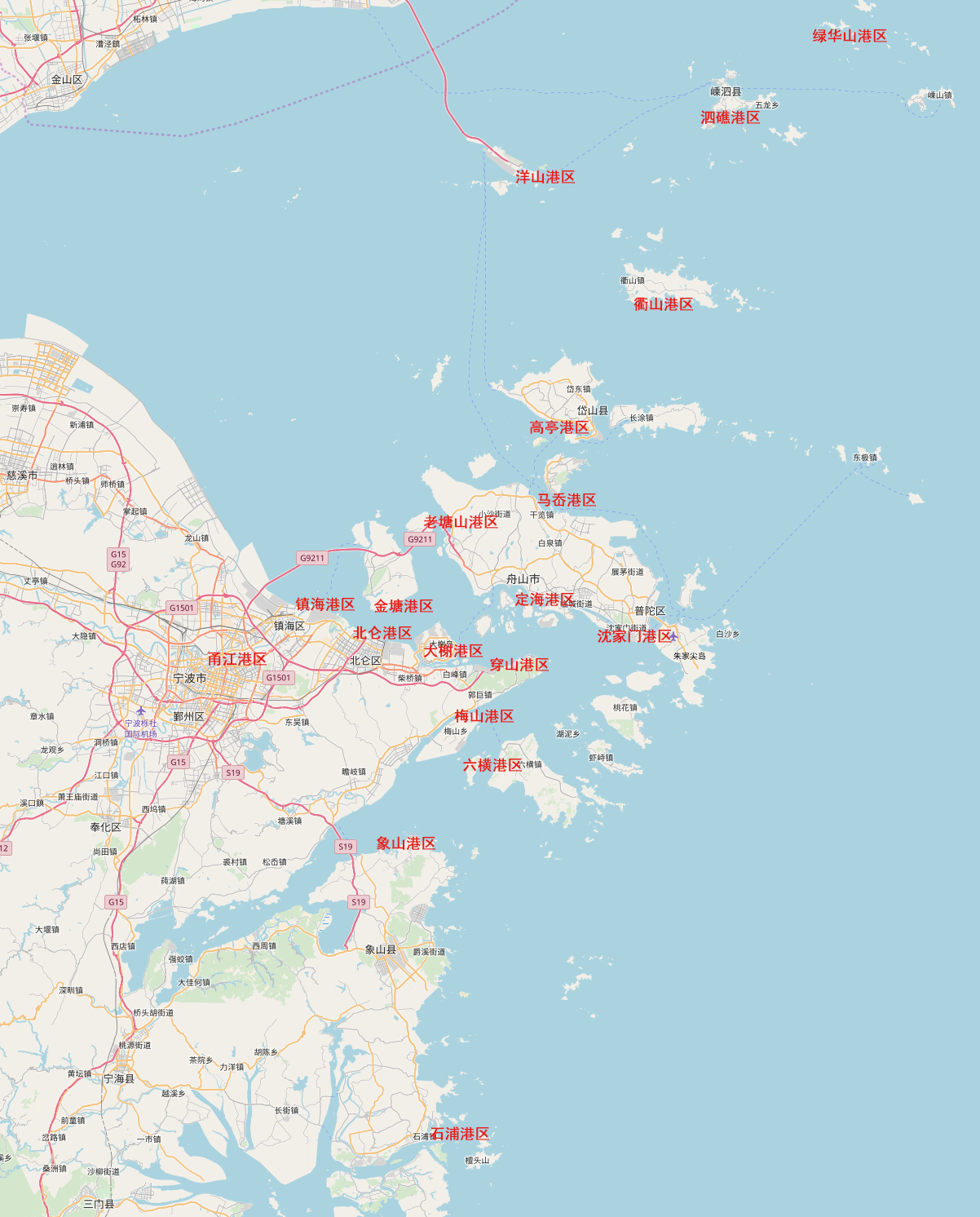
現代の寧波舟山港の港区を示す地図。地図中央の「六横港区」と記してある付近が六横島。

双嶼（雙嶼、そうしょ）あるいは双嶼港は、16世紀中葉に中国・浙江省沖の舟山群島にあった港。当時の国際的な密貿易拠点、倭寇の根拠地として著名である。16世紀当時（明王朝統治下）は寧波府定海県の管轄。ポルトガル人は双嶼を指してリャンポー（Liampó、「寧波」の福建語発音）と呼んだ。

## 地理
舟山群島南部の六横島（六横山）東岸、仏渡島（仏肚山）との海峡に面した港である。海峡に2つの小島が並んでいることからこの名で呼ばれた。
現在の行政区画では浙江省舟山市普陀区六横鎮に属する。

## 歴史

### 背景
明朝初期の1386年（洪武19年）、倭寇からの沿岸部の防衛を負っていた信国公湯和は、海上の島々に暮らす住民を陸地に移し、島を無人の地とした。

#### ポルトガル人の活動
ポルトガル人は、1513年にはじめて中国に来航した。1517年には大使に任じられたフェルナン・ピレス・デ・アンドラーデが広州に到着し、広州での貿易が認められたが、正式の国交を結ぶ交渉は難航した。ポルトガル艦隊による示威行動や、ポルトガルの侵略を訴えるマラッカ王国使節の北京到着もあって明のポルトガルへの姿勢は硬化し、1521年にピレスは広州で投獄された。明は「仏朗機（フランキ）夷」としてポルトガルを打ち払うこととした。
ポルトガル人は「タマン」（Tamão. 珠江デルタにある屯門島。比定地については香港島西方のランタオ島など諸説ある）を拠点としたが、明はこれを不法占拠とみなし、1522年に屯門島からポルトガル人を追放した。
ポルトガル人は密貿易に転じ、広東付近の上川島、漳州（福建省）付近の月港、そして双嶼へと進出した。

#### 日本人の活動
日本は明との間に勘合貿易（朝貢貿易）を行っていたが、1523年に寧波の乱を引き起こして中断。正規の遣明船は1536年（大内義隆による派遣）まで復活しなかった。
『明実録』には1544年（嘉靖23年）8月、釈寿光を使節とする来貢船が訪れたが、十年一貢の原則に反し表文も持たないために方物を受け取らずに追い返した、しかし彼らは中国の財物を得ようとして翌1545年4月に至っても立ち去らない、とする記事がある。
『籌海図編』には王直が双嶼で許棟らと合流したのち、貢使に従って日本に赴いたとする記事がある。この時期の王直の活動（日本への鉄砲伝来にも関わる）を検討した村井章介は、この際の遣明船（全3船、種子島を経由しうち1船は沈没。派遣主体を大友義鎮と推定）は寧波で朝貢貿易を断られたのち双嶼での密貿易で利を挙げた動きを推定、日明貿易が朝貢貿易から密貿易にシフトする動きの象徴とみなし、王直をそのキーパーソンとしている。

### 繁栄
鄭舜功が記した『日本一鑑』によれば、1526年（嘉靖5年）頃に福建の脱獄海賊鄧獠が「番夷を誘引して」双嶼で「私市」を開き、南海方面との密貿易拠点とした。
1540年（嘉靖19年）、倭寇の首領であった許棟兄弟がマラッカに赴き、多数の「仏朗機夷」（ポルトガル人）を浙江の海に誘引した。許棟本人は1543年頃に双嶼に現れ、ここを本拠地とした。王直は1544年に双嶼に現れて許棟に仕えた。王直は日本に渡って日本人を双嶼に誘引した。『日本一鑑』によれば王直が1545年に日本に渡り博多の「助才門」ら3人を誘引して双嶼で貿易させ、翌1546年にふたたび日本に赴いたことを直浙倭患（嘉靖大倭寇）の始まりと描く。
双嶼は、明朝の海禁政策をかいくぐり、中国・ポルトガル・日本など多国籍の商人と交易を行う国際貿易拠点として成長した。最盛期には政庁や医院、キリスト教の教会堂を有し、1000軒の民家と3000人以上の人口を抱えていた。
林希元は次のように記録している。

### 壊滅
1548年（嘉靖27年）、浙江巡撫朱紈は、福建都指揮盧鏜に命じ、明軍を双嶼に攻め込ませた。双嶼の港口は木石によって塞がれ、町には火が放たれた。数百人のポルトガル人が殺害され、難を逃れた者たち（王直らも含む）は海上に逃れ去った。
のちにポルトガル人は広東省の澳門（マカオ）に移り、広東の官人の黙許のもとでマカオを拠点として貿易に携わることになる。